# Station spatiale analogique Scott Carpenter

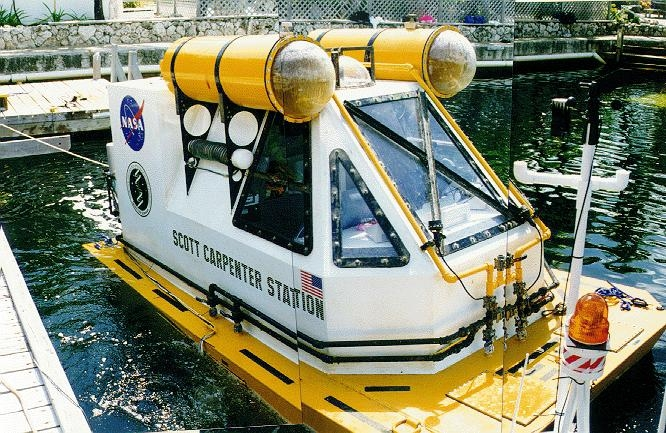
Scott Carpenter Space Analog Station

La station spatiale analogique Scott Carpenter (Scott Carpenter Space Analog Station) a été conçue par la National Aeronautics and Space Administration (NASA) comme une station de recherche sur le fond marin ou un habitat sous-marin (en). Elle a été conçue par l'aquanaute de la NASA Dennis Chamberland (en) et l'ingénieur de marine Joseph M. Bishop, et nommée en l'honneur de l'astronaute du programme Mercury et de l'aquanaute du programme SEALAB, de l'US Navy, Scott Carpenter. Il a été utilisé lors de deux missions en été 1997 et 1998 sur le fond marin près de Key Largo, en Floride, à la Marine Resources Development Foundation.

## Caractéristiques
La station Scott Carpenter était le seul habitat jamais conçu pour être lancé à partir d'une remorque à roues, un peu comme un bateau. Cette caractéristique lui a permis d'être transportée dans les écoles et autres lieux de visite et d'éducation entre les missions. La fonction d'éducation et de sensibilisation était l'une de ses principales caractéristiques, et figurait de manière importante dans ses missions. De nombreux liens ont été établis entre les salles de classe et les fonds marins, notamment avec des écoles en Oklahoma, en Floride, en Californie et au nord du cercle arctique dans la baie de Baffin au Canada, comme Pond Inlet, au Nunavut.

## Chronologie
En 1997, la station spatiale analogique Scott Carpenter est devenue l'un des quatre habitats de fond marin existants et opérationnels dans le monde. Au cours des étés 1997 et 1998, les quatre habitats opérationnels du monde étaient situés à moins de quinze milles marins (28 km) les uns des autres, et trois d'entre eux se trouvaient à moins de 15 m les uns des autres à Key Largo : la station Scott Carpenter, la station de recherche MarineLab et l'hôtel sous-marin - le Jules Undersea Lodge. Le quatrième habitat, l'Aquarius Reef Base était situé juste au large, près de Key Largo, dans le sanctuaire marin national des Keys de Floride (en).

### Mission 1 - 1997
La première mission de la Scott Carpenter Space Analog Station a été lancée en septembre 1997. Cette mission comprenait un essai de fonctionnement complet de ses systèmes de conception et d'ingénierie. Elle comprenait également une visite de l'astronaute de la NASA, Bob Phillips, ainsi que des liens avec les écoles et les salles de classe. Le programme de liaison comprenait également une liaison avec une équipe d'enquêteurs de la NASA en isolement au Centre spatial Johnson où ils testaient des systèmes de survie avancés à long terme. À bord de la station Scott Carpenter, les chercheurs ont également testé des systèmes de survie dans l'espace pour la croissance des plantes dans des environnements éloignés et extrêmes.

### Mission 2 - 1998
Après le succès de la première mission, la station a été équipée pour une mission élargie au cours de l'été suivant dans le cadre de ce qui était connu sous le nom de NASA Challenge Mission. La mission Challenge s'est déroulée en même temps que la mission STS-95 de la navette spatiale, à laquelle participait l'astronaute chevronné John Glenn. Lors du lancement de la navette spatiale, le commandant de la mission de la station Scott Carpenter, Dennis Chamberland, et son équipage ont embarqué pour un séjour ininterrompu de onze jours sur le fond océanique pendant la même période que la navette spatiale. Après le vol, les visiteurs de la station au fond de l'océan comprenaient le réalisateur de films James Cameron, qui s'est entretenu avec des étudiants de Pond Inlet, au Nunavut, par téléphone satellite, ainsi que le producteur Rod Roddenberry (en) et l'alpiniste du mont Everest, Tom Whittaker. En 1997, la station a enregistré plus de 36 jours de missions habitées sur le fond marin.

## Transfert à la Space Foundation
En 2013, la station Scott Carpenter a déménagé au Space Foundation Discovery Center à Colorado Springs, au Colorado, dans le cadre de son exposition d'objets spatiaux.